# Света Петка Стара (София)
Вижте пояснителната страница за други значения на Света Петка.
„Света Петка Стара“ е старинна православна църква в центъра на българската столица София.

## Местоположение
Разположена е на ул. „Цар Калоян“ 9, в комплекса на Софийска Света Митрополия, който е и резиденция на българския патриарх.

## Почитани светци
Църквата почита преподобната Петка на 14 октомври, това е и храмовият празник. В храма се пазят мощи на светицата. В храма се почита и светецът новомъченик Терапонтий Софийски. В църквата се пази дръвникът, на който е съсечен. Чества се на 27 май. В храма има и патнофка на свети Спиридон Чудотворец, осветена от неговите свети мощи на о. Корфу.
В църквата се намира чудотворна икона на свети Мина. През 2018 година е поставен проскинитарий с иконата на света великомъченица Петка Римлянка – една от трите светици с името Петка заедно със света Петка Българска, на която е посветен храмът, и света Параскева – Петка Иконийска, на която е посветен съседният старинен храм.
В „Света Петка Стара“ всяка седмица се четат следните акатисти: вторник на св. вмчк. Мина; четвъртък – на свети Спиридон Тримитунтски Чудотворец; петък – на св. Петка Българска.
Към църквата работи Младежки православен център.

## История
Църквата е от XIII век. Строена е вероятно като дворцова църква от тогавашния управител на София севастократор Александър (брат на цар Иван Асен II) в 1241 година, както гласи надписът в църквата. Това означава, че през 1241 година храмът е или цялостно обновен, или е ново съграден върху стари основи, в чест пренасянето на мощите на преподобна Параскева в България, в столицата Търновград. Според някои източници е възможно църквата да е била дворцова още преди това. Един от входовете на „Света Петка Стара“ излиза на съвременната улица „Цар Калоян“, която е запазила посоката на античната улица, минавала на това място. Тук са разкрити останки от късноантичния дворцов комплекс на император Константин Велики, построен от него по времето, когато е живял в София, (останали под основите на сградите на хотел „Рила“). За този дворцов комплекс се предполага, че е служил и като градска резиденция на севастократор Александър (около 1240 г.) и на севастократор Калоян. На двадесетина метра от „Свети Петка Стара“ на същата улица се намира и храмът „Свети Николай Чудотворец“, изграден от севастократор Калоян, като семейна църква в градския му дом.
След падането на София под османско владичество в 1385 г., църквата „Света Петка Стара“ е разрушена. Не е известно кога е възстановена, но в 1578 година като действаща я описва известният пътешественик Стефан Герлах в дневника си при преминаването си през българските земи. През 1930 г. „Света Петка Стара“ е вградена в новата сграда на Софийската митрополия, като е запазен старинният обем на вътрешното ѝ пространство.
Обявена е за архитектурен паметник на културата.
В свой труд изследване известният български професор и археолог Димитър Овчаров и Петър Вълев твърдят, че революционерът Васил Левски е погребан в храма, опровергавайки с научни доказателства тезите на непрофесионалистите, че това е станало в съседните църкви „Света Петка Самарджийска“ или „Свети Николай“.

## Архитектура
Храмът днес е на две нива, наосът е на около 2 м под сегашното ниво на терена, многократно пристрояван и преправян през вековете. Средновековният храм е еднокорабна, едноапсидна, полу-цилиндрично засводена църква. Има един свети престол. Автентичната средновековна еднопространствена планова структура е допълнена през Възраждането с притвор и с фоайе при вграждането ѝ в новата сграда на митрополията, построена от 1928 до 1930 г. Към 1934 г. са построени доходното здание на ъгъла на площад „Света Неделя“ и улица „Съборна“, откъдето е вторият вход на църквата и обособената в югоизточния ъгъл на двора самостоятелна четириетажна Библиотека на Софийската митрополия, унищожена заедно с всичките ѝ книги от англо-американската бомбардировка на 10 януари 1944 г. Градежът на храма е от камък, тухла и хоросан. Разкрити са стенописи от XVI век. Иконостасът е от началото на XX век с ажурна дърворезба, дело на дебърски майстори от рода Филипови. Иконите са от края на 19 и началото на 20 век.
- Запазената средновековна стена на храма от 1241 г. с оцелял фрагмент от старата стенопис
- Стенописи от 1500 – 1600 г.
- Входът на църквата откъм двора на Софийската митрополия
- Средновековната част с по-нов дърворезбен иконостас
- „Света Петка Стара“ на преден план, на втори план камбанарията и църквата „Св. Николай Чудотворец“, снимка от края на XIX век
- Старият възрожденски притвор на храма със запазен автентичен дървен таван
- Храмът, гледан от камбанарията на Св. Крал, края на XIX – началото на XX век
- Входното фоайе от 1934 г. към възрожденския притвор на храма
- Входът на църквата откъм двора, предвид изгледа на „Св. Неделя“ снимката е от 1897 – 1901, но не по-късно от 1925 г.
- Дверите на храма
- Входът на църквата откъм двора на Софийската митрополия, предвид изгледа на незавършения купол на „Св. Неделя“ снимката е от 1929 г.
- Входът на църквата откъм ул. „Съборна“
- Камбани
- Сводовете на прохода към храма от улица „Калоян“